# Himantolophus pseudalbinares
Himantolophus pseudalbinares är en fiskart som beskrevs av Erik Bertelsen och Krefft, 1988. Himantolophus pseudalbinares ingår i släktet Himantolophus och familjen Himantolophidae. Inga underarter finns listade i Catalogue of Life.